# Heterodontus francisci
Heterodontus francisci – gatunek morskiej ryby spodoustej z rodziny rogatkowatych (Heterodontidae).

## Występowanie
Wschodnie obszary Pacyfiku u wybrzeży USA i Meksyku (prawdopodobnie również Ekwadoru i Peru), na głębokości od 8 do 12 metrów, jednak czasami schodzą na głębokość nawet do 200 m.

## Charakterystyka

### Wygląd
Dorasta do 120 cm długości i może ważyć około 10 kg. Gatunek zazwyczaj występuje w odcieniach brązu, na grzbiecie ma czarne plamki w nieregularnych kształtach.

### Styl życia
Żyją do 12 lat. Zazwyczaj w ciągu dnia leżą w kamieniach przy dnie, żywią się nocą. Nie są agresywne w stosunku do człowieka, zazwyczaj odpływają przy kontakcie.

### Dieta
Żywią się małymi rybami oraz bezkręgowcami. Nie wdają się w pościg za ofiarą, zazwyczaj czekają, aż sama do nich podpłynie.